# Mankayane
Mankayane è una città nella parte occidentale dell'eSwatini situata nel distretto di Manzini.